# Lalueza
Lalueza (aragónul A Lueza) település Spanyolországban, Huesca tartományban. Lalueza Alberuela de Tubo, Huerto, Sariñena, Capdesaso, Lanaja, Poleñino és Grañén községekkel határos. Lakosainak száma 868 fő (2024).

## Népesség
A település népessége az utóbbi években az alábbiak szerint változott:
| Lakosok száma | 1178 | 1140 | 1136 | 1132 | 1089 | 1024 | 974  | 892  | 885  | 868  |
|               | 2001 | 2004 | 2006 | 2009 | 2011 | 2014 | 2016 | 2019 | 2021 | 2024 |